# Pamela Des Barres
Pamela Des Barres, född som Pamela Ann Miller den 9 september 1948 i Reseda i Los Angeles i Kalifornien, var en av världens mest kända rock and roll-groupies under hippieeran på 1960- och 1970-talen. Efter sin tid som groupie har hon gett ut böcker och magasin, arbetat som skådespelare samt haft en egen artistkarriär.

## Externa sidor
- Pamelas officiella blogg
- Officiell webbplats
- Radiointervju på RundgrenRadio.com
- PUNKCAST#1177 Reading at Soho McNally Robinson NYC, July 9 2007. (Realplayer, mp4, Flash)
- Wikimedia Commons har media som rör Pamela Des Barres.